# Giacomo Mazzini
Giacomo Mazzini (Chiavari, 2 marzo 1767 – Genova, 13 dicembre 1848) è stato un medico e politico italiano.

## Biografia

### La formazione
Nato a Chiavari il 2 marzo 1767 da Giuseppe, negoziante, e da Maria Turio, fu nell'infanzia amico del futuro giansenista Luca Descalzi, il quale palesò l'intenzione di diventare sacerdote, influenzando così anche Giacomo, che decise di entrare nell'Ordine Agostiniano. Il ragazzo compì infatti i suoi primi studi presso gli agostiniani come chierico, ma dopo il biennio di retorica preferì abbandonare la carriera ecclesiastica e iscriversi alla facoltà di Medicina dell'Università di Pavia. Qui, dove Giacomo ebbe come maestro di anatomia il celebre medico Antonio Scarpa, conseguì la laurea in chirurgia nel 1790, mentre due anni dopo si laureò anche in filosofia. Poco tempo dopo si recò a Milano, forse su indicazione dello stesso Scarpa, per compiervi ricerche scientifiche sulla morbosità del nervo acustico, pubblicate nel 1809 sull'Accademia imperiale delle scienze e belle arti di Genova: fu probabilmente in questo periodo che Giacomo entrò in contatto con il pensiero illuminista. 
Nel 1794 il giovane medico si trasferì a Genova, dove incontrò l'agiata borghese Maria Drago, di formazione e religiosità giansenista, divenuta sua moglie il 25 settembre 1796, andando a vivere nella casa di via Lomellini, di proprietà del marchese Di Negro, noto per il suo orientamento politico democratico. Dalla coppia nacquero quattro figli, tre femmine e un maschio: Rosa (1797-1823), entrata in monastero e morta a 27 anni; Antonietta (1800-1883), sposatasi con Francesco Mussuccione, che interruppe i rapporti con la famiglia paterna per le pressioni dei parenti del marito; Giuseppe Mazzini (1805-1872), patriota e uomo politico, chiamato "Pippo" in famiglia; e Francesca (1808-1838), detta "Chichina", gracile e malaticcia, che sarebbe morta di tisi a nemmeno trent'anni.  
Non potendo esercitare la professione medica, in quanto, stando alla legge della Repubblica di Genova, aveva conseguito la laurea in un altro Stato, Giacomo Mazzini divenne il medico personale del marchese Di Negro, di cui divenne anche un intimo amico, non modificando però le sue concezioni sull'oligarchia cittadina genovese, da lui considerata troppo conservatrice e causa del declino delle istituzioni cittadine. Appassionato alle vicende della Francia rivoluzionaria, Giacomo non fece nulla però per abbattere il regime oligarchico, caduto nel maggio del 1797 nel corso della Campagna d'Italia del generale Napoleone Bonaparte: dalle ceneri della vecchia Repubblica di Genova sarebbe nata, il 14 giugno, la Repubblica Ligure, improntata sul modello francese. Tuttavia Mazzini fece parte della Guardia Nazionale che, il 3 settembre, represse la ribellione popolare scoppiata ad Albaro e Val Polcevera, la quale, al grido di "Viva Maria", voleva la restaurazione del precedente regime; in questa occasione si guadagnò una menzione d'onore. 

### La carriera politica durante il periodo francese
Contrario agli estremismi e volendo partecipare al consolidamento della neonata Repubblica, Giacomo verso la fine del 1797 divenne collaboratore de Il Censore italiano, un giornale semi-ufficiale di matrice giacobina, del quale, dall'ottobre del 1798, curò la rubrica "Notizie interne", scrivendo articoli di impronta anti-clericale (ma non irreligiosa) e anti-oligarchica, criticando le pratiche feudali del maggiorasco e del fedecommesso. 
Membro del governo dell'effimera repubblica giacobina ligure come rappresentante di Chiavari, nel 1800 fece parte della Consulta legislativa della Repubblica ligure, restaurata dai Francesi dopo la breve occupazione austriaca. Successivamente, Giacomo Mazzini fu nominato nel 1803 viceprovveditore di Sestri Ponente, mentre l'anno seguente divenne membro della municipalità di Genova. Ebbe notevoli incarichi anche quando, nel 1805, la Liguria passò sotto la diretta dominazione dell'Impero di Napoleone Bonaparte, divenendo membro del comitato dell'Annona.

### La Restaurazione e il ritiro a vita privata
Dopo che il congresso di Vienna, nel dicembre 1814, decise che la Liguria sarebbe stata annessa al Regno di Sardegna, Giacomo Mazzini abbandonò ogni carica politica e si dichiarò fedele suddito dei Savoia, guadagnandosi così la riconoscenza dell'amministrazione sabauda, che non solo non lo perseguitò per i suoi ideali giacobini, ma gli spalancò la carriera universitaria all'interno dell'Università di Genova, dove nel 1823 divenne docente universitario di patologia e igiene, mentre nel 1830 ottenne la cattedra di anatomia e fisiologia. Il governo lo premiò anche con un'onorificenza per il suo impegno nel prestare i soccorsi alla popolazione colpita dal colera nel 1835-1837, mentre i suoi colleghi erano fuggiti dalla città per paura del contagio. 
Gli ultimi anni del vecchio medico furono funestati dalle tormentose vicende del figlio Giuseppe Mazzini, il quale per le sue attività rivoluzionarie era stato mandato in esilio in Francia. Nei suoi confronti Giacomo, ormai adattatosi al clima conformista di quei tempi, fu molto critico per via degli ideali patriottici, che invece vennero favoriti dalla madre Maria Drago, molto protettiva nei confronti di Giuseppe.
Morì infine a Genova il 13 dicembre 1848, a 81 anni, senza aver mai rivisto il figlio.